# Seznam osobností vyznamenaných 28. října 2016

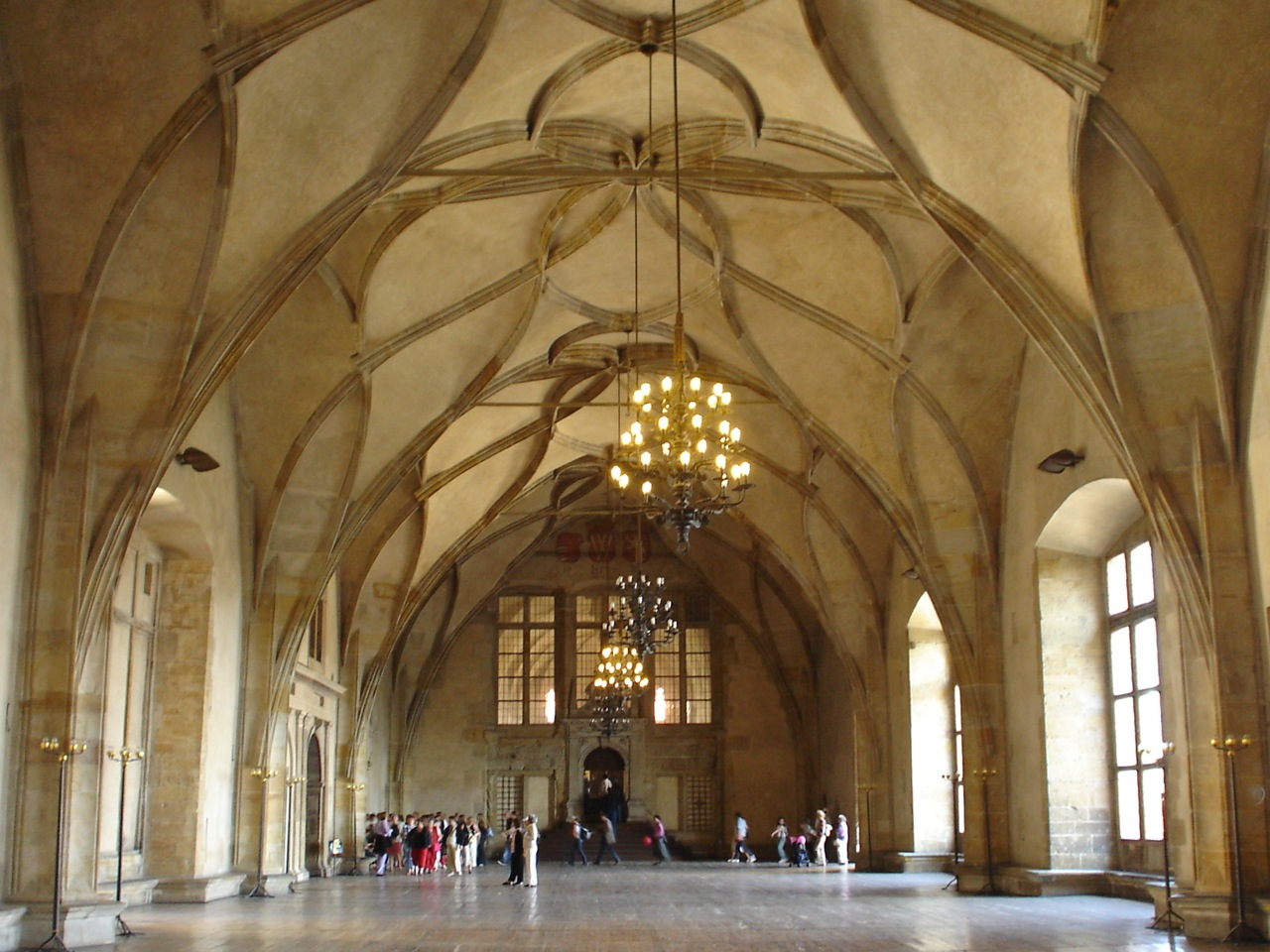
Vladislavský sál Pražského hradu, místo udílení státních vyznamenání

Toto je seznam osobností, které dekoroval prezident České republiky Miloš Zeman státními vyznamenáními při státním svátku 28. října 2016. Slavnostním udílením vyznamenání ve Vladislavském sále Pražského hradu vyvrcholily oslavy Dne vzniku samostatného československého státu. Celkem bylo v sedmi skupinách oceněno 30 osobností, devět z nich in memoriam.

## Návrhy
Návrh na udělení státního vyznamenání může prezidentovi podat občan, skupina občanů či organizace. Ze zákona své návrhy předkládá také Poslanecká sněmovna, Senát a vláda. Prezident však k návrhům nemusí přihlížet a může vyznamenat také bez návrhu.
Poslanecká sněmovna odhlasovala 2. června 2016 seznam 34 navržených osobností. Hlasovala přitom po jednotlivých jménech, větší či menší podporu získali všichni. Byli mezi nimi např. váleční veteráni Karel Kuttelwascher (in memoriam) a Jaroslav Klemeš navržení na propůjčení Řádu Bílého lva vojenské skupiny, také Jiří Brady přeživší holocaust nominovaný na Řád T. G. Masaryka, 9 osob na udělení Medaile Za hrdinství a 23 osob na udělení Medaile Za zásluhy. Na vlastní žádost byl z nominace vyřazen astrofyzik Jiří Grygar.
Senát 14. července schválil seznam 27 kandidátů. Na Řád Bílého lva byl navržen Alois Dubec a další 4 osobnosti in memoriam, na Řád T. G. Masaryka Jan Lorman a Evžen Plocek (in memoriam), na Medaili Za hrdinství Václav Provazník, Josef Sousedík a František Štamprech (všichni in memoriam) a dalších 17 jmen na Medaili Za zásluhy. Na seznamu připraveném v květnu podvýborem pro státní vyznamenání figuroval navíc i Petr Pithart, který však nominaci odmítl.

## Ceremoniál
Prezident předal všechna vyznamenání večer při tradičním ceremoniálu ve Vladislavském sále Pražského hradu jako vyvrcholení oslav 98. výročí vzniku Československa. Učinil tak za účasti exprezidenta Václava Klause a jeho choti Livie, předchozí první dáma Dagmar Havlová se z účasti omluvila, tak jako některé další pozvané osobnosti. Přítomni byli někteří členové parlamentu, ministři Sobotkovy vlády, představitelé církví a další pozvaní hosté. Uvolněná místa byla obsazena i hradními kustodkami.
V projevu, který udílení vyznamenání předcházel, Miloš Zeman uvedl, že společným tématem oceněných osobností je „tradice naší společnosti“. Za kořeny české společnosti a státnosti jmenoval legionářskou a sokolskou tradici, tradici boje proti nacismu a tradici křesťanských hodnot. Zmínil též pražské jaro 1968 a sametovou revoluci z roku 1989. Další, byť „malý a slabý kořínek“ dle jeho slov vznikl v roce 2004 vstupem do Evropské unie. Vyznamenané podnikatele pak postavil do souvislosti s tradicí baťovského podnikání.

## Seznam vyznamenaných

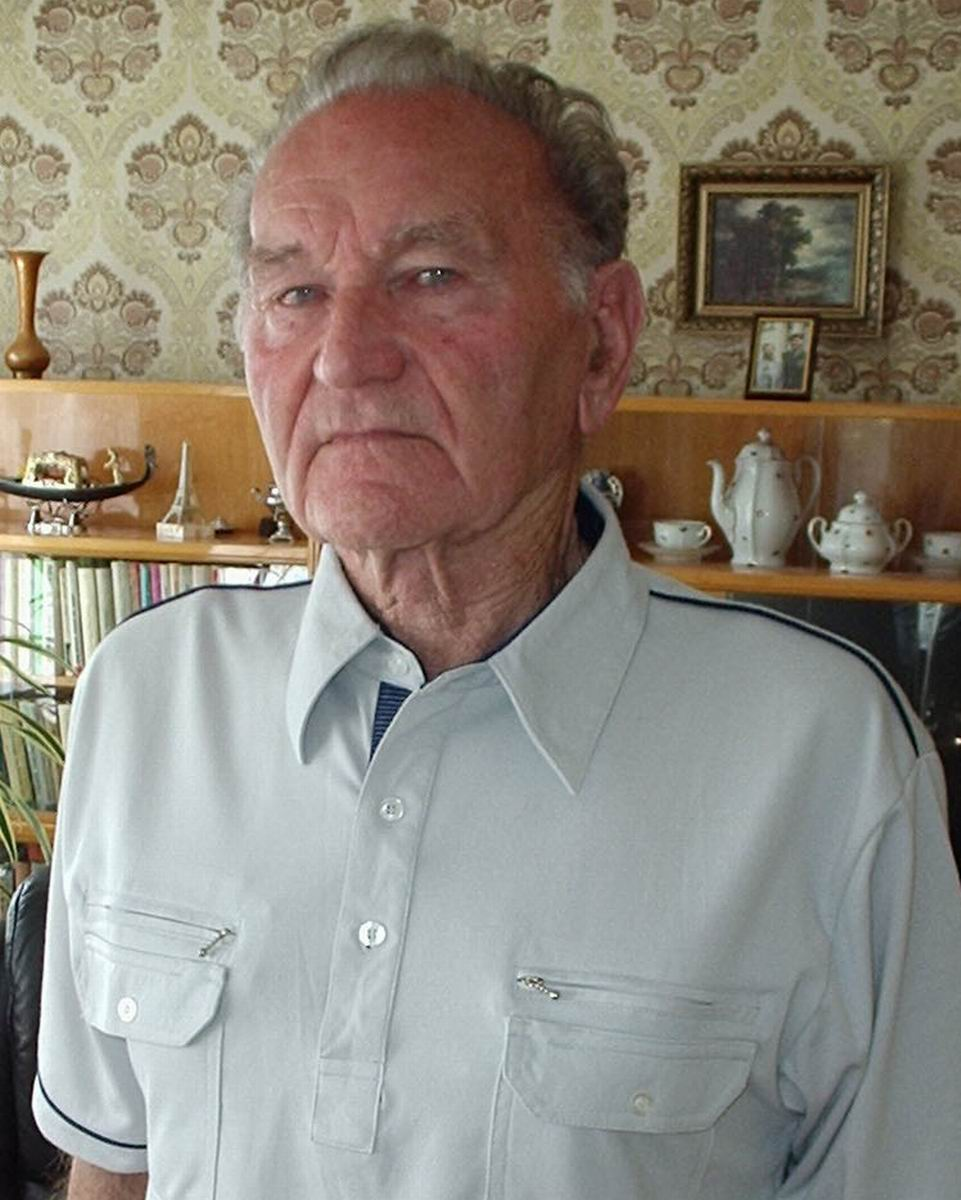
Generálporučík Jaroslav Klemeš převzal Řád Bílého lva osobně (foto z roku 2004)

Prezident ocenil celkem 30 osobností:

### Řád Bílého lva vojenské skupiny I. třídy
- generálporučík Jaroslav Klemeš
- armádní generál Karel Janoušek in memoriam
- brigádní generál Karel Kuttelwascher in memoriam

### Řád Bílého lva vojenské skupiny II. třídy
- plukovník Alois Dubec

### Řád Bílého lva občanské skupiny I. třídy
- arcibiskup Dominik Duka
- Günter Verheugen, bývalý eurokomisař

### Řád Tomáše G. Masaryka I. třídy
- Hanuš Holzer in memoriam, diplomat
- profesor Valtr Komárek in memoriam

### Řád Tomáše G. Masaryka IV. třídy
- Jan Kačer, herec a režisér

### Medaile Za hrdinství
- Josef Sousedík in memoriam, odbojář a starosta Vsetína
- Jiří Nesázal za občanskou statečnost při útoku v Uherském Brodě[14]

### Medaile Za zásluhy I. stupně
- Jiří Boček, dlouholetý ředitel pivovaru Budějovický Budvar
- Pavel Budinský, dlouholetý předseda Československé obce legionářské
- Jaroslav Feyereisl, ředitel Ústavu pro péči o matku a dítě v Praze-Podolí
- Eva Filipi, diplomatka
- Jindřich Goetz in memoriam, filmový architekt
- Daniel Hůlka, zpěvák a herec
- Petr Chmela, zakladatel firmy Tescoma
- Juraj Jakubisko, režisér
- Karel Kosík in memoriam, filozof a historik
- Josef Mandík in memoriam, dlouholetý předseda Českého svazu včelařů a poslanec KSČM
- Luděk Pik in memoriam, bývalý starosta Plzně
- František Piškanin, majitel holdingu HOPI
- Štěpán Popovič, podnikatel, dlouholetý prezident Svazu průmyslu a dopravy ČR
- Jaroslav Povšík, předseda odborů ve Škoda Auto Mladá Boleslav
- Petr Robejšek, politolog a ekonom
- Věra Růžičková, gymnastka
- Viliam Sivek, předseda Fóra cestovního ruchu
- Jaromír Šlápota, dlouholetý předseda Československého ústavu zahraničního
- Judita Štouračová, diplomatka a pedagožka

## Kontroverze

### (Ne)vyznamenání Jiřího Bradyho
Asi týden před ceremoniálem vyvolal veřejnou pozornost případ Jiřího Bradyho, mimo jiné příbuzného současného ministra kultury za KDU-ČSL Daniela Hermana. Ten Bradyho k vyznamenání navrhl a podle vyjádření kanceláře prezidenta také v předstihu několika měsíců žádal prezidenta Miloše Zemana o jeho vyznamenání. Dne 17. října navštívil Česko dalajláma Tändzin Gjamccho a Herman byl jedním z nejvyšších politiků, kteří se s ním setkali. Podle Hermanovy verze prezident Zeman ministra již 8. září osobně vyzval ke zrušení plánované schůzky s tím, že v opačném případě neudělí Bradymu vyznamenání. Dne 27. září měl Zeman svou žádost zopakovat. Herman o ultimatu informoval také vedení své strany. Mezitím 12. října Jindřich Forejt telefonicky kontaktoval Bradyho v souvislosti s vyznamenáním. Dne 18. října se Herman s dalajlámou skutečně setkal. Následujícího dne premiér Sobotka obdržel z hradní kanceláře a kontrasignoval seznam vyznamenaných, na němž Brady nefiguroval. Dne 20. října informoval Forejt o stažení vyznamenání pro Bradyho i ministra Hermana. Mluvčí prezidenta Jiří Ovčáček nejprve tvrdil, že seznam oceněných nezná, dne 23. října pak uvedl, že Bradyho jméno nikdy na seznamu nebylo. Reakcí na kauzu byla neúčast velké části pozvaných na ceremoniálu a uspořádání alternativní oslavy na Staroměstském náměstí.

### Ocenění Daniela Hůlky
K tomu, že by měl být 28. října vyznamenán, se o předchozím víkendu přihlásil ve vysílání Frekvence 1 zpěvák Daniel Hůlka (Zemanův stoupenec a někdejší kandidát za zemanovskou Stranu práv občanů ve volbách roku 2013). Některá média ho zmiňovala v kontrastu s případem Jiřího Bradyho a peripetiemi kolem návštěvy dalajlámy. Hůlka přitom dříve kritizoval Čínu za okupaci Tibetu. Když pak chtěl cestovat do Himálaje, Číňané ho označili za nepřítele čínského lidu a vízum nedostal. V roce 2002 uvedl, že se chtěl setkat s dalajlámou, ale nepovedlo se mu to, protože duchovní byl na cestách. Označil ho nicméně za výraznou osobnost, která by na něj zřejmě zapůsobila „podobně jako Svatý otec“. Miloš Zeman později hájil Hůlkovo ocenění mimo jiné tvrzením, že zpěvák dostal nabídku od Vídeňské státní opery. Mluvčí opery však jakékoli jeho angažmá popřel.
O čtyři roky později, v říjnu 2020, kdy eskalovala tzv. druhá vlna koronavirové pandemie v ČR, Daniel Hůlka v otevřeném dopise prezidentu Zemanovi oznámil, že se hodlá dostavit na udílení vyznamenání 28. října a svou medaili mu vrátit. Zpěvákovi, který nesouhlasil s vládními opatřeními k potlačení pandemie a vystoupil na protestu proti nošení roušek, prezident v rozhovoru pro MF DNES doporučil, aby „si dal studený a mokrý hadr na hlavu a stáhl se na nějakou dobu do soukromí“. Zeman se také vyjádřil o umělcích, již jsou dle něj nejproduktivnější tehdy, když hladoví, a o podnikatelích řekl, že si zaslouží zkrachovat, pokud nedokážou využít pomoc nabízenou státem. Proti prezidentovým „urážlivým vtípkům “se Hůlka ohradil.

### Výběr a (ne)účast pozvaných
V souvislosti s minulými roky, kdy prezident Zeman odmítal na udílení vyznamenání pozvat některé vybrané rektory pro osobní neshody, se z účasti omluvila většina rektorů českých vysokých škol. Rektor Masarykovy univerzity Mikuláš Bek nedostal pozvání ani v tomto roce. Rektor Jihočeské univerzity pozvání tentokrát obdržel, neboť dříve nezvaného Libora Grubhoffera již vystřídal ve funkci Tomáš Machula. Rozhodnutí některých rektorů k neúčasti se utvrdilo i v souvislosti s kauzou Jiřího Bradyho. Mluvčí prezidenta na jejich rozhodnutí neúčastnit se ceremoniálu reagoval vyjádřením, že Miloš Zeman uvažuje o tom, že by příští rok nezúčastněné rektory ani nepozval, neboť jejich neúčast interpretuje jako vyjádření neúcty ke státnímu svátku.
Svou neúčast dále ohlásila eurokomisařka Věra Jourová, ministr zemědělství Marian Jurečka, ministr pro lidská práva Jiří Dienstbier, předseda ODS Petr Fiala včetně většiny zákonodárců této strany nebo plzeňský biskup Tomáš Holub, zatímco Zemanův soupeř z prezidentských voleb, poslanec TOP 09 Karel Schwarzenberg, dal přednost konferenci v Bratislavě. Místopředseda Poslanecké sněmovny Petr Gazdík (STAN) zorganizoval alternativní oslavu státního svátku na Staroměstském náměstí, přičemž k vystoupení na této akci se předběžně ohlásili ministr Daniel Herman, bývalý premiér Petr Pithart nebo podnikatel Michal Horáček, který ji zároveň celou moderoval a který přitom oficiálně potvrdil svou kandidaturu do voleb prezidenta v roce 2018.
Dne 9. listopadu 2016 prezident Zeman u příležitosti zvolení Donalda Trumpa americkým prezidentem prohlásil, že americký velvyslanec v České republice Andrew Schapiro, s nímž měl spory, se udílení státních vyznamenání nezúčastnil. Velvyslanectví však toto tvrzení vyvrátilo s tím, že velvyslanec byl ve Vladislavském sále přítomen, seděl vedle německého velvyslance. Ten Shapirovu přítomnost rovněž potvrdil. Předseda Poslanecké sněmovny Jan Hamáček poté vyzval prezidenta Zemana k omluvě americkému ambasadorovi, stejně jako lidovecký ministr zemědělství Marian Jurečka.